# Alisa Tíshchenko
Alisa Serguéyevna Tíshchenko –en ruso, Алиса Сергеевна Тищенко– (Krasnodar, 17 de febrero de 2004) es una deportista rusa que compite en gimnasia rítmica, en la modalidad de conjuntos.
Participó en los Juegos Olímpicos de Tokio 2020, obteniendo una medalla de plata en la prueba por conjuntos (junto con Anastasiya Blizniuk, Anastasiya Maximova, Anguelina Shkatova y Anastasiya Tatareva). Ganó tres medallas en el Campeonato Mundial de Gimnasia Rítmica de 2021.

## Palmarés internacional
| Juegos Olímpicos   | Juegos Olímpicos   | Juegos Olímpicos | Juegos Olímpicos        |
| Año                | Lugar              | Medalla          | Prueba                  |
| ------------------ | ------------------ | ---------------- | ----------------------- |
| 2020               | Tokio (Japón)      | Medalla de plata | Conjuntos               |
| Campeonato Mundial |                    |                  |                         |
| Año                | Lugar              | Medalla          | Prueba                  |
| 2021               | Kitakyushu (Japón) | Medalla de oro   | Concurso completo       |
| 2021               | Kitakyushu (Japón) | Medalla de oro   | 5 con pelota            |
| 2021               | Kitakyushu (Japón) | Medalla de plata | 3 con aro + 2 con mazas |